# Scenmästare
Scenmästaren leder arbetet på scen på teater och deltar i scenbyten och tekniska passningar under föreställningen.. Scenmästaren är vanligen även ansvarig för brandsäkerhet och leder eventuella publikutrymningar. Scenmästaren har även ansvar för att den tekniska utrustningen är säker på teatern t.ex. lingångar, rån och armaturer samt den lösa tekniska utrustningen som används till en produktion och skall se till att dessa besiktigas och hålls i ordning på ett betryggande sätt ur både ett arbetsmiljömässigt och elsäkert sätt. En scenmästare har ett stort ansvar för teaterscenen och skall inte förväxlas eller ersättas med en vaktmästare som har ett betydligt enklare och inte juridiskt lika ansvarsfullt åtagande.